# Heroldsbach
Heroldsbach település Németországban, azon belül Bajorországban. Lakosainak száma 5151 fő (2023. december 31.).

## Népesség
A település népessége az elmúlt években az alábbi módon változott:
| Lakosok száma | 2694 | 2924 | 4939 | 5000 | 5012 | 5107 | 5073 | 5107 | 5147 | 5151 |
|               | 1970 | 1975 | 2011 | 2012 | 2014 | 2015 | 2017 | 2019 | 2022 | 2023 |